# Trifolium alpestre
Trifolium alpestre es una especie herbácea perteneciente a la familia de las fabáceas originaria de Eurasia.  

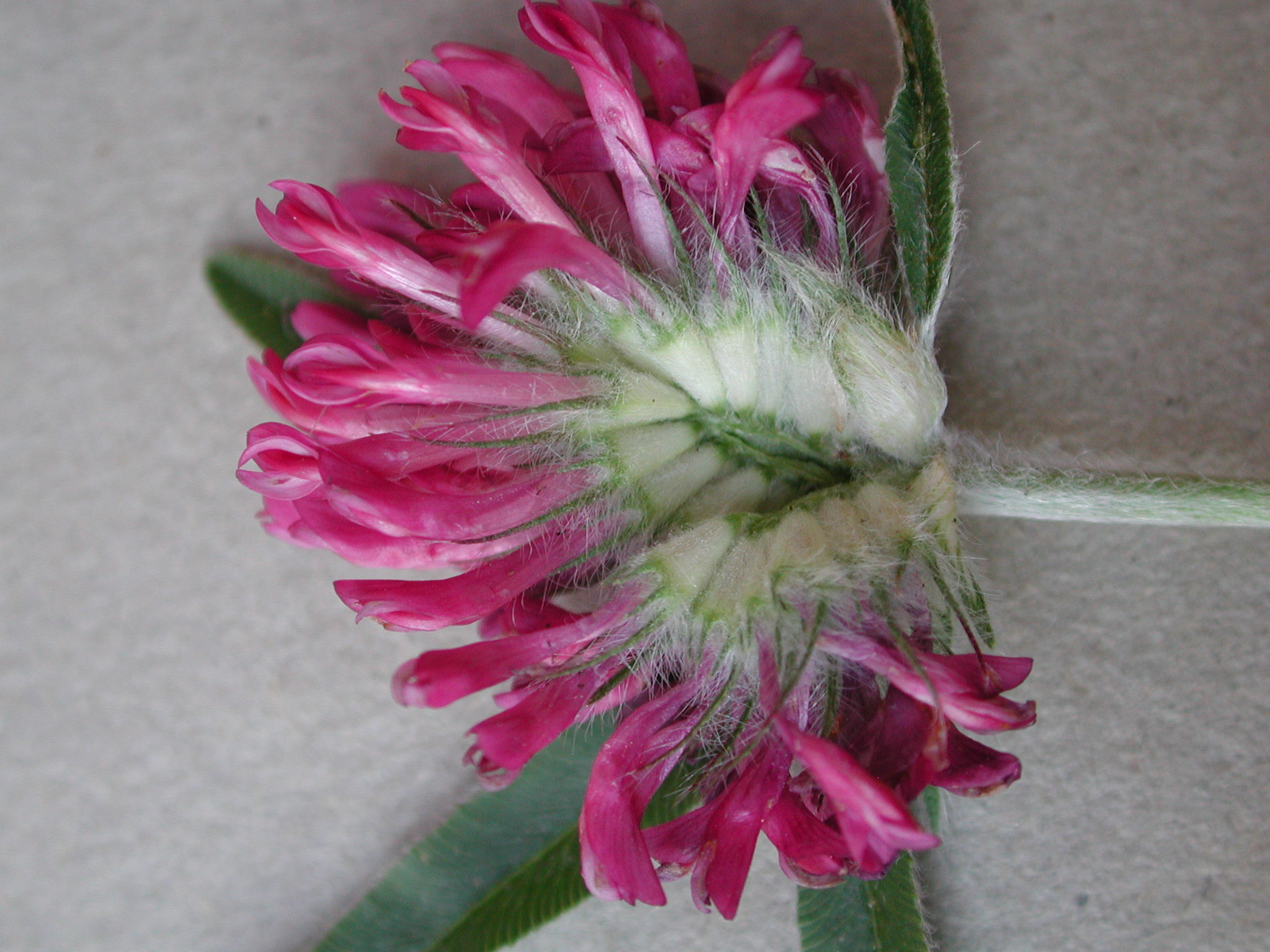
Detalle de la flor

## Descripción
Trifolium alpestre  es una planta herbácea perenne que tiene el tallo erecto, leñoso en la parte inferior con un solo terminal de inflorescencia que se produce entre mayo y agosto. La corola globular es de color púrpura envuelta en dos hojas. Las hojas son oblongo-lanceoladas  en grupos de tres, que da nombre al género de esta planta, de hecho Trifolium.

## Distribbución y hábitat
La planta crece en las zonas de montaña de Europa entre 800 y 2000 m sobre el nivel del mar.

## Taxonomía
Trifolium alpestre fue descrita por Carlos Linneo y publicado en Species Plantarum, Editio Secunda 2: 1082. 1763.
Etimología
Trifolium: nombre genérico derivado del latín que significa "con tres hojas".
alpestre: epíteto latino que significa "que crece en las zonas bajas de las montañas".
Sinonimia
- Trifolium alpestre var. alpestre
- Trifolium alpestre subsp. lanigerum (DC.) Stoj. & Stef.
- Trifolium alpestre var. lanigerum Ser.[4][5]